# Medal Klary Zetkin

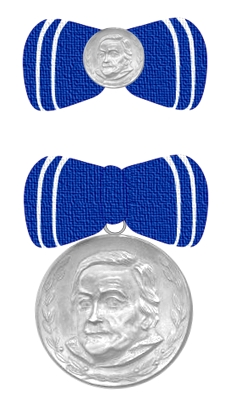
Awers Medalu Klary Zetkin wraz z baretką

Medal Klary Zetkin (niem. Clara-Zetkin-Medaille) – jednoklasowe odznaczenie państwowe NRD ustanowione 18 lutego 1954 r. decyzją Rady Ministrów NRD dla uczczenia życia oraz działalności Klary Zetkin, jednej z najznaczniejszych działaczek feministycznych w historii Niemiec.

## Charakterystyka
Medal nadawany był za wybitny wkład w rozwój socjalistycznego społeczeństwa. Podkreślał on szczególną rolę pracujących kobiet, które przez przykładne wypełnianie obowiązków zawodowych i odpowiedzialne macierzyństwo odzwierciedlać miały nową pozycję społeczną kobiety, jaką ta zajmuje w socjalizmie.
Z zasady przyznawany był tej samej osobie (jedynie kobietom) tylko raz. Odznaczona nim mogła zostać osoba prywatna, kolektyw lub instytucja, np. za działalność na rzecz równości płci albo na rzecz utrzymania pokoju. Do 1964 r. osobom uhonorowanym Medalem Klary Zetkin wypłacana była roczna pensja w wysokości 300 marek NRD, później osoby prywatne otrzymywały jednorazową premię w wysokości 2500 marek, a członkowie kolektywu – po 500 marek. W ciągu roku mogła zostać przyznana ściśle określona liczba odznaczeń: do 1977 r. – 80 rocznie, do 1985 r. – 120, a od 1986 – 150.

## Nadawanie
Prawo zgłaszania kandydatek przysługiwało ministrom, kierownikom centralnych organów państwowych, przewodniczącym rad okręgów, centralnemu kierownictwu poszczególnych partii, Wolnym Niemieckim Związkom Zawodowym (niem. Freie Deutsche Gewerkschaftsbund – FDGB) oraz Demokratycznemu Związkowi Kobiet Niemiec (niem. Demokratische Frauenbund Deutschlands – DFD). Decyzję o przyznaniu Medalu Klary Zetkin podejmowała Rada Ministrów NRD w porozumieniu z DFD. Odznaczenia wręczane były podczas Dnia Kobiet.

## Wygląd

### Pierwsza wersja
Od 1954 do 1958 r. miał formę srebrnego medalu o średnicy 36 mm. Na awersie widniała zwrócona lekko w prawo głowa Klary Zetkin otoczona z dwóch stron krzyżującymi się na dole gałązkami lauru, które zajmowały 3/4 obwodu. Na rewersie znajdował się czterowersowy napis: FÜR / FRIEDEN, EINHEIT / DEMOKRATIE UND /  AUFBAU (tł. ZA / POKÓJ, JEDNOŚĆ / DEMOKRACJĘ I / ODBUDOWĘ). Przy niższej krawędzi umieszczone zostały znak grawera: LA i znak producenta: M. B. (Münze Berlin) oraz wybita próba 900.

### Druga wersja
Wersja przyznawana od 1959 do 1972 r. różniła się tylko napisem na rewersie, który w nowszej wersji brzmiał: FÜR FRIEDEN / UND / SOZIALISMUS (tł. ZA POKÓJ / I / SOCJALIZM).

### Trzecia wersja
Medal Klary Zetkin przyznawany od 1973 do 1977 r. wykonany był z posrebrzanego metalu, co wiązało się ze zniknięciem numeru próby srebra z rewersu odznaczenia (znak grawera oraz znak producenta pozostały).

### Czwarta wersja
Medal przyznawany od 1978 r. miał mniejszą o 1 mm średnicę (35 mm), a na jego rewersie, zamiast napisu, umieszczone było godło NRD. Usunięto także znak grawera oraz znak producenta.
Medal (we wszystkich czterech wersjach) noszono, na szerokiej na 35 mm i wysokiej na ok. 18 mm, niebieskiej kokardzie, pośrodku której umieszczona była szeroka na 5 mm tasiemka w tym samym kolorze. Po obu stronach kokardy znajdowały się po dwa, szerokie na 1,5 mm każdy, pionowe paski koloru srebrnoszarego. Odległość skrajnego paska od krawędzi kokardy oraz między paskami wynosiła 2 mm. Od 1978 r. kolor pionowych pasków przybrał bardziej białawy odcień. Pośrodku baretki, w kształcie i kolorystyce identycznej jak kokarda, znajdowała się srebrna miniatura awersu medalu.